# 萩原町中島
萩原町中島（はぎわらちょうなかしま）は、愛知県一宮市の地名。

## 地理

### 河川・池沼
- 光堂川

### 交通
- 国道155号
- 愛知県道136号一宮清須線
- 愛知県道14号岐阜稲沢線

### 施設
- 佐川急便一宮営業所
- 中島廃寺
- 中島城跡
- 本養寺
- 中嶋宮
- 長隆寺

### 字一覧
- 明屋敷（あけやしき）[WEB 6]
- 跡の口（あとのぐち）[WEB 6]
- 伊勢田（いせた）[WEB 6]
- 戌亥（いぬい）[WEB 6]
- 往還（おうかん）[WEB 6]
- 往還添西切（おうかんぞえにしきり）[WEB 6]
- 沖額（おきひたい）[WEB 6]
- 金森（かなもり）[WEB 6]
- 北方郷（きたがたごう）[WEB 6]
- 光堂（こうどう）[WEB 6]
- 胡广塚（ごまづか）[WEB 6]
- 胡广塚郷（ごまづかごう）[WEB 6]
- 桜（さくら）[WEB 6]
- 島崎（しまさき）[WEB 6]
- 城趾（しろあと）[WEB 6]
- 浄土寺（じようどじ）[WEB 6]
- 善光（ぜんこう）[WEB 6]
- 大上海道（たいじようかいどう）[WEB 6]
- 高道（たかみち）[WEB 6]
- 道場（どうじよう）[WEB 6]
- 道場東（どうじようひがし）[WEB 6]
- 道場東切（どうじようひがしきり）[WEB 6]
- 流（ながれ）[WEB 6]
- 西明屋敷（にしあけやしき）[WEB 6]
- 白山（はくさん）[WEB 6]
- 番所（ばんじよ）[WEB 6]
- 東木戸（ひがしきど）[WEB 6]
- 昆沙田（びしやでん）[WEB 6]
- 法蔵寺（ほうぞうじ）[WEB 6]
- 前田（まえた）[WEB 6]
- 町屋（まちや）[WEB 6]
- 丸宮（まるみや）[WEB 6]
- 南方郷（みなみがたごう）[WEB 6]
- 南方郷北切（みなみがたごうきたきり）[WEB 6]
- 南方郷南切（みなみがたごうみなみきり）[WEB 6]
- 椋木（むくのき）[WEB 6]

## 歴史

### 人口の変遷
国勢調査による人口および世帯数の推移。
| 1995年（平成7年）  | 256世帯 1008人 |  |
| 2000年（平成12年） | 260世帯 969人  |  |
| 2005年（平成17年） | 282世帯 1015人 |  |
| 2010年（平成22年） | 309世帯 1049人 |  |
| 2015年（平成27年） | 325世帯 1031人 |  |
| 2020年（令和2年）  | 352世帯 1015人 |  |

### WEB
1. ↑  “愛知県一宮市の町丁・字一覧”.   人口統計ラボ. 2024年4月20日閲覧。
2. 1 2  総務省統計局 (2022年2月10日). “令和2年国勢調査の調査結果(e-Stat) - 男女別人口，外国人人口及び世帯数－町丁・字等” (CSV). 2023年8月2日閲覧。
3. ↑  “読み仮名データの促音・拗音を小書きで表記するもの(zip形式) 愛知県” (zip).   日本郵便 (2024年2月29日). 2024年3月26日閲覧。
4. ↑  “市外局番の一覧” (PDF).   総務省 (2022年3月1日). 2022年3月22日閲覧。
5. ↑  “ナンバープレートについて”.   一般社団法人愛知県自動車会議所. 2024年1月21日閲覧。
6. 1 2 3 4 5 6 7 8 9 10 11 12 13 14 15 16 17 18 19 20 21 22 23 24 25 26 27 28 29 30 31 32 33 34 35 36  “愛知県一宮市萩原町中島の住所一覧”.   ゼンリン. 2024年6月11日閲覧。
7. ↑  総務省統計局 (2014年3月28日). “平成7年国勢調査の調査結果(e-Stat) - 男女別人口及び世帯数 －町丁・字等” (CSV). 2021年7月20日閲覧。
8. ↑  総務省統計局 (2014年5月30日). “平成12年国勢調査の調査結果(e-Stat) - 男女別人口及び世帯数 －町丁・字等” (CSV). 2021年7月20日閲覧。
9. ↑  総務省統計局 (2014年6月27日). “平成17年国勢調査の調査結果(e-Stat) - 男女別人口及び世帯数 －町丁・字等” (CSV). 2021年7月21日閲覧。
10. ↑  総務省統計局 (2012年1月20日). “平成22年国勢調査の調査結果(e-Stat) - 男女別人口及び世帯数 －町丁・字等” (CSV). 2021年7月21日閲覧。
11. ↑  総務省統計局 (2017年1月27日). “平成27年国勢調査の調査結果(e-Stat) - 男女別人口及び世帯数 －町丁・字等” (CSV). 2021年7月21日閲覧。